# Ludwig von Queden
Ludwig von Queden, auch Ludwig Dequeden († nach 1252), war ein Ordensritter des Deutschen Ordens. 

## Leben
Ludwig soll aus den niederen Adel, einerseits aus Metz, nach anderer These aus dem altmärkischen Geschlecht Dequede herstammen. Ob er also den Namen der Ordensburg Queden, wo er ab 1233 Pfleger war, nach Preußen brachte oder seinen Namen von dort erst entlehnt bleibt umstritten.
Bereits als ergrauter Ordensritter erhielt er 1244 bei der Wahl zum Hochmeister die gleiche Anzahl Stimmen wie Heinrich von Hohenlohe, muss diesem aber den Vortritt gelassen haben.
Vom Jahre 1250 bis 1252 bekleidete er das Amt des Vizelandmeister in Preußen. Diese wurde wie bei seinem Vorgänger und Nachfolger erforderlich, da sich der eigentlich Landmeister Dietrich von Grüningen meist bei der Kurie in Rom aufhielt. Während seiner Amtszeit nahm neben der Regelung von allerlei inneren Ordensangelegenheiten vor allem die Dreiteilung Pomesaniens sein Aufmerksamkeit in Anspruch. Hier wurde gemeinsam mit Bischof Ernst von Torgau infolge der Teilung das Bistum Pomesanien errichtet. Den Bischof des Ermlandes, Anselm von Meißen wies er an Schulen einzurichten und Lehrer anzustellen. Mit beiden Bischöfen pflegte er einen sehr freundlichen Umgang. Auch seine Regierung war von Milde gezeichnet. Sein Stellvertreter und Nachfolger, der Ordensmarschall Heinrich Botel, führte die Geschäfte des Landmeisters während sich Ludwig in Kulm oder Livland aufhielt.